# Emmanuel Pinard
Pour les articles homonymes, voir Pinard.
Emmanuel Sévère Philippe Pinard, né le 3 aout 1816 à Nantes et mort le 13 mars 1877 à Paris, est un navigateur français, célèbre par son naufrage sur un récif de l'île Rossel en 1858.

## Biographie
Emmanuel Sévère Philippe Pinard est né le 3 aout 1816 à Nantes. Il est nommé capitaine par brevet le 16 juin 1847 au Havre et marié depuis deux ans dans cette même ville avec Anne Augustine Nizolet. Le 11 novembre 1849, il est embarqué comme second sur le trois mats la Carolina à destination de l'océan Indien. Capitaine du trois-mâts Saint-Paul, il part de Bordeaux le 6 août 1858 avec une cargaison de vins qu'il doit mener à Bombay. Après Bombay, il a pour mission de recueillir à bord trois cent vingt-sept coolies chinois à Hong Kong pour les mener aux plantations et aux mines d'Australie. 
Cherchant à gagner du temps, il décide de prendre une route dangereuse, mais plus courte à l'est de la Nouvelle-Guinée. Malheureusement, dans la nuit du 11 septembre, il se brise sur les récifs de l'île Rossel. Les Chinois sont alors transportés avec quelques vivres sur un îlot voisin tandis que le capitaine et son équipage s'installe sur l'île Rossel où ils établissent un campement.
Lors d'un affrontement avec des indigènes, huit marins sont tués. Les survivants décident alors d'aller chercher du secours avec une chaloupe. Arrivés au Queensland, ils prennent de l'eau et font quelques vivres près du cap Flattery. Ils repartent sans se rendre compte qu'ils y oublient un mousse : Narcisse Pelletier. 
Tentant d'atteindre Timor, les naufragés sont capturés par des aborigènes à proximité du cap Greenville. Heureusement, le 11 octobre, une goélette anglaise, le Prince of Denmark les recueille. Ils sont alors conduits à Port-de-France qu'ils atteignent le 25 décembre 1858. 
Aussitôt, le Styx dirigé par le capitaine Grimoult, est envoyé à l'île Rossel avec à son bord le capitaine Pinard et le médecin Victor de Rochas pour y sauver les Chinois. Ils atteignent l'île le 5 janvier 1859 pour y découvrir que tous les Chinois ont été dévorés à l'exception d'un seul. Ils organisent alors des opérations de représailles contre les indigènes et incendient un village.